# محمدعلی جبر
محمدعلی جبر (به عربی: محمد علي جبر، آوانگاری: زادهٔ ۱۸ سپتامبر ۱۹۹۶) یک کشتی‌گیر فرنگی‌کار اهل کشور مصر است. وی سابقه حضور در المپیک ۲۰۲۴ پاریس را دارد. 

## فعالیت حرفه‌ای

### المپیک ۲۰۲۴ پاریس
محمدعلی جبر در وزن ۹۷ کیلوگرم کشتی فرنگی المپیک ۲۰۲۴ پاریس حاضر بود که با شکست میهایل کاجایا از صربستان و ابوبکر خصلاخاناو از بلاروس به مرحله نیمه نهایی رسید اما در این مرحله مقابل محمدهادی ساروی از ایران شکست خورد و به دیدار رده‌بندی رفت. او در این مرحله نیز مقابل اوزور ژوژوپبیکوف از قرقیزستان بازی را واگذار کرد و پنجم شد.